# Vlădila (gmina)
Vlădila – gmina w Rumunii, w okręgu Aluta. Obejmuje miejscowości Frăsinet-Gară, Vlădila i Vlădila Nouă. W 2011 roku liczyła 1925 mieszkańców.